# Ermita de la Memoria (Sesimbra)
La capilla de la Memoria es un santuario del siglo XV y está situada en el Cabo Espichel municipio de Sesimbra, parroquia de  Castelo, distrito de Setúbal. Está integrado en el Santuario de Nuestra Señora del Cabo Espichel siendo el elemento más antiguo de este complejo arquitectónico.

## Características
De planta cuadrada y paredes no muy altas, el templo está coronado por una inusual cúpula contracurvada en forma de bulbo, terminada por un pináculo abovedado pero cuya bola terminal desapareció en los años 90 del siglo pasado.
Rodeado por un pequeño mirador con patio de iglesia, desde el que se puede ver una extraordinaria amplitud, el interior está cubierto a media altura por azulejos azules y blancos setecientistas de principios de la segunda mitad del siglo XVIII, que representan el descubrimiento de la imagen de Nossa Senhora do Cabo, la construcción de la propia ermita, la iglesia y los albergues y los cirios o peregrinaciones de la época.
El templo, de origen  medieval, fue construido precisamente en el lugar donde, según la tradición, se encontró la imagen de Nuestra Señora.

### Conjunto histórico
- Conjunto del  Santuario de Nossa Senhora da Pedra Mua: 
  - Iglesia de Nossa Senhora do Cabo (Sesimbra),
  - Casa de los Cirios,
  - Santuario de Nossa Senhora da Pedra Mua
  - Terreiro no Cabo Espichel,
  - Cruzeiro,
  - Casa da Água
  - Aqueduto no Cabo Espichel.

## Galería

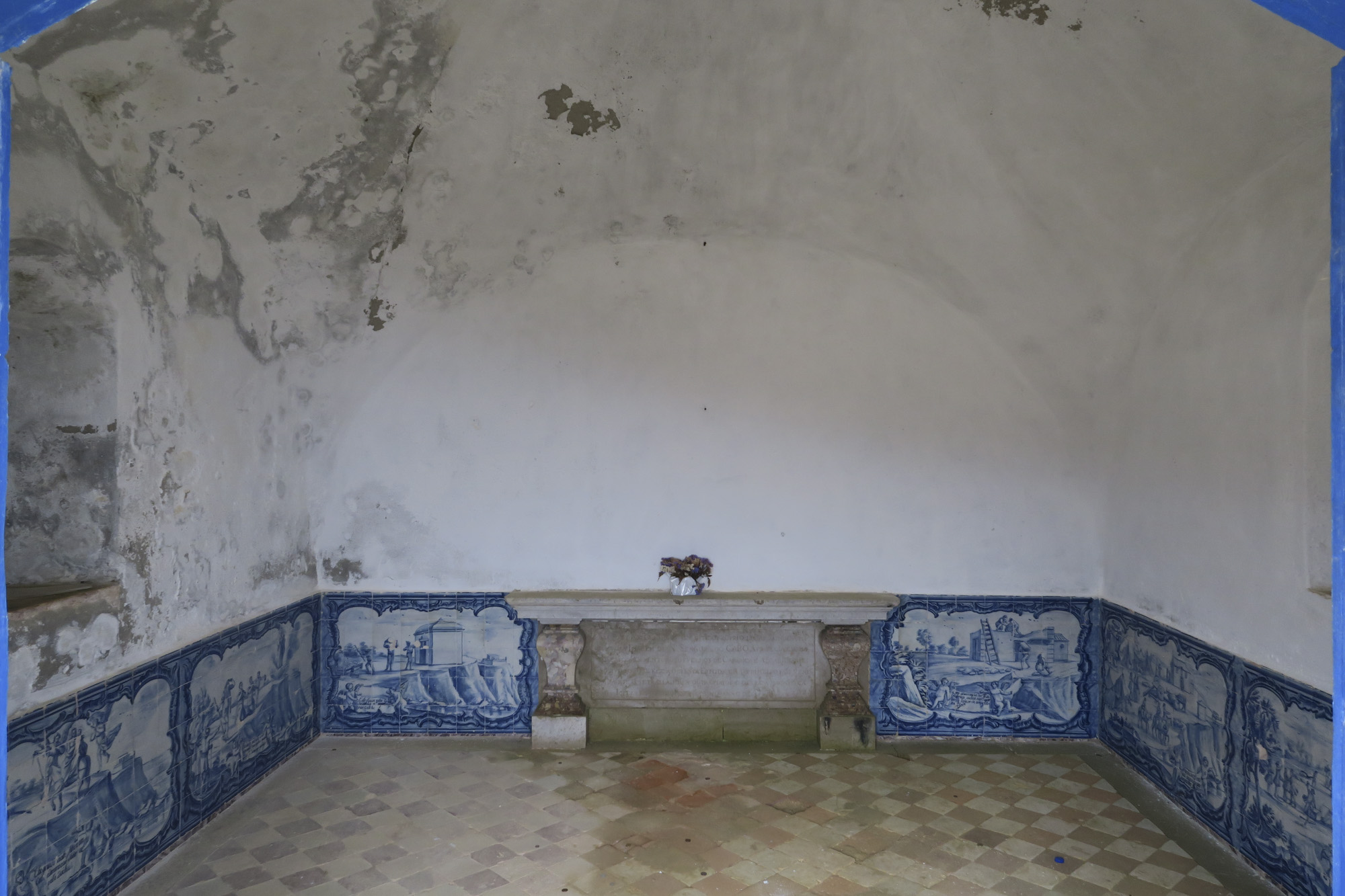
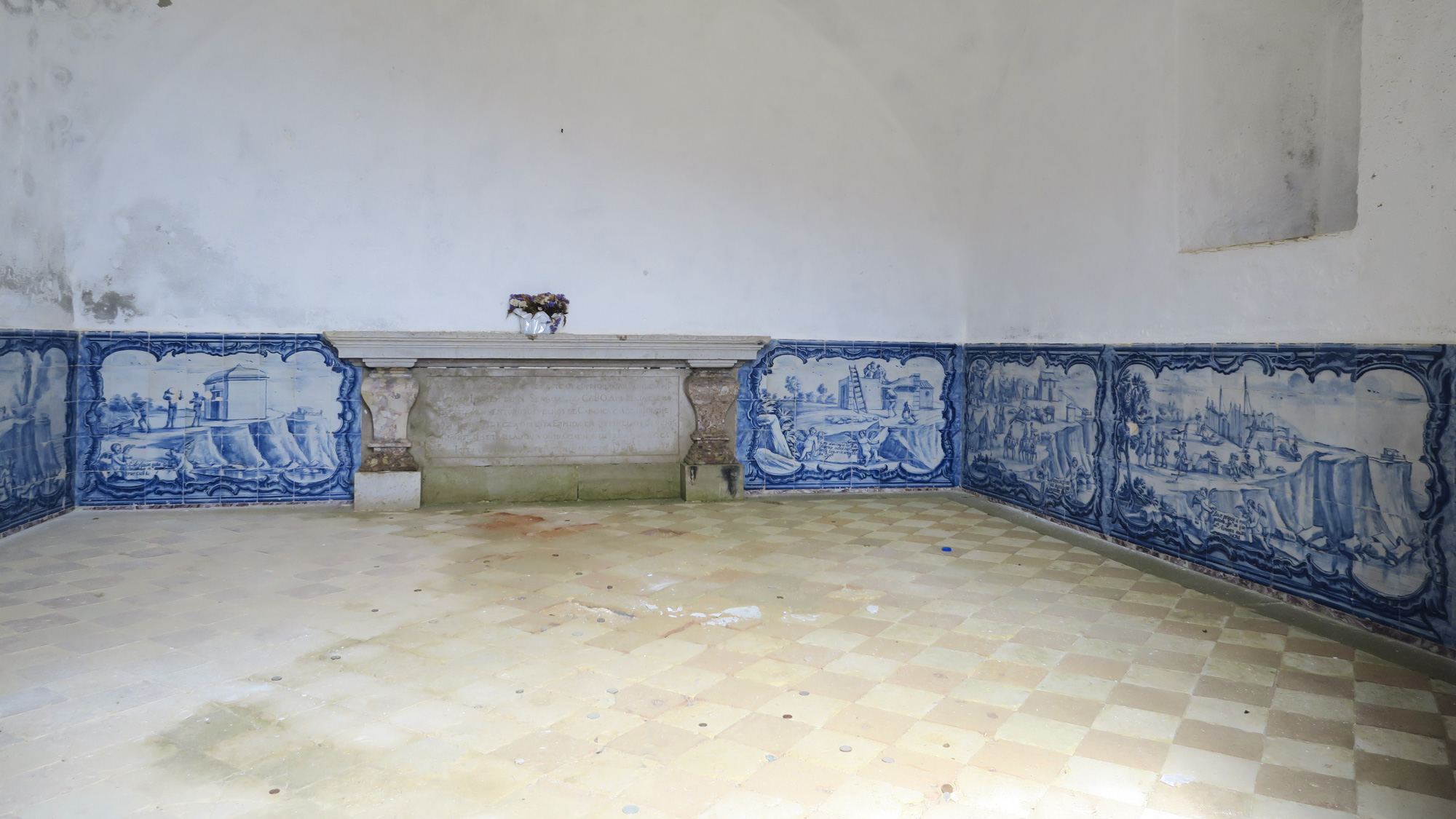
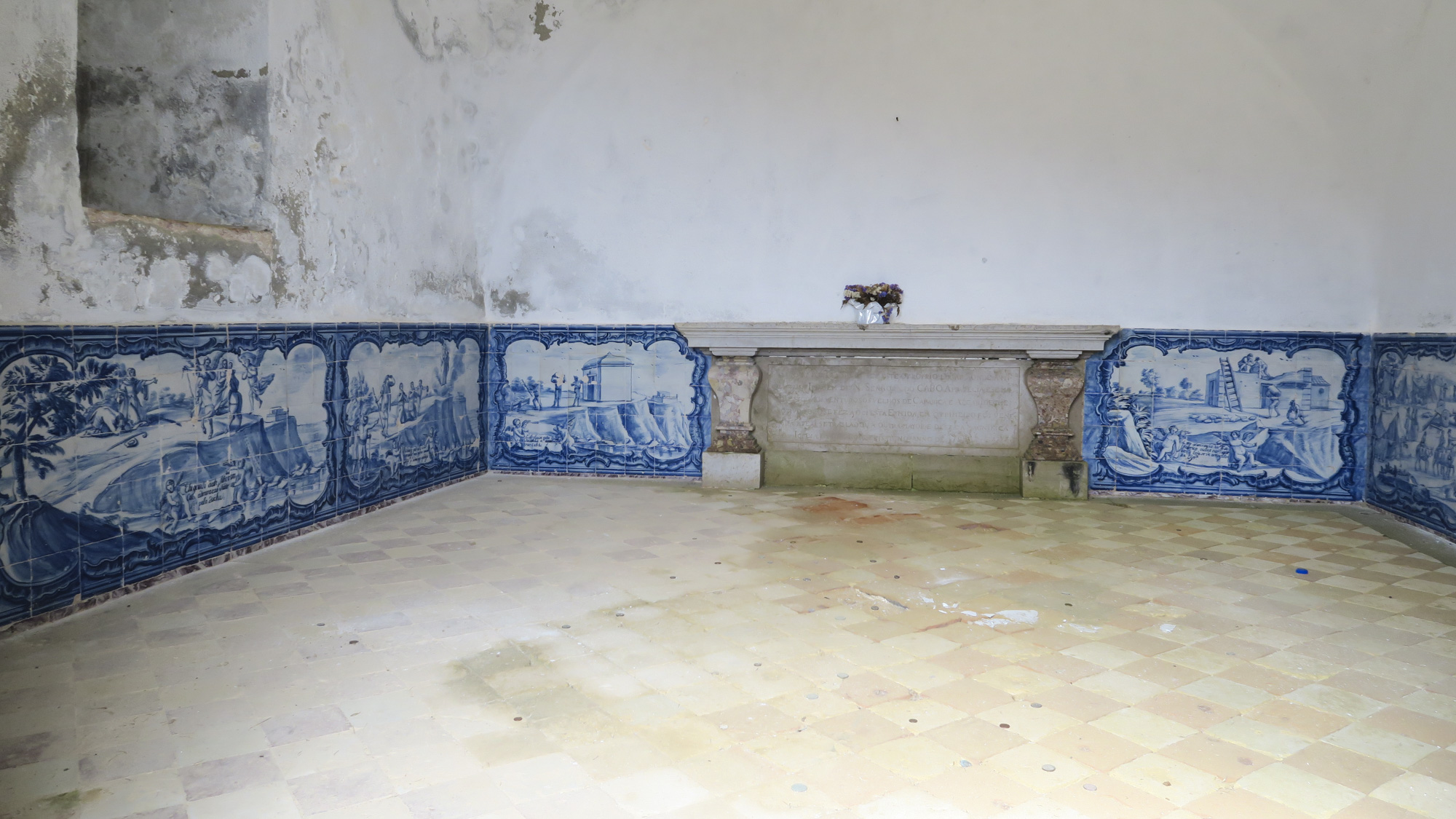